# Uraarachne
Genre
Synonymes
- Plancinus Simon, 1886
- Odontoruncinia Caporiacco, 1954

Uraarachne est un genre d'araignées aranéomorphes de la famille des Thomisidae.

## Distribution
Les espèces de ce genre se rencontrent en Amérique du Sud.

## Liste des espèces
Selon World Spider Catalog (version 21.0, 09/07/2020) :
- Uraarachne brevipes (Simon, 1886)
- Uraarachne ceratophrys Grismado & Achitte-Schmutzler, 2020
- Uraarachne cornuta (Simon, 1886)
- Uraarachne kapiity Grismado & Achitte-Schmutzler, 2020
- Uraarachne longa Keyserling, 1880
- Uraarachne panthera Grismado & Achitte-Schmutzler, 2020
- Uraarachne plana (Simon, 1895)
- Uraarachne runcinioides (Simon, 1886)
- Uraarachne toro Grismado & Achitte-Schmutzler, 2020
- Uraarachne variegata (Mello-Leitão, 1941)
- Uraarachne vittata (Caporiacco, 1954)

## Systématique et taxinomie
Plancinus a été placé en synonymie par Grismado et Achitte-Schmutzler en 2020.

## Publication originale
- Keyserling, 1880 : Die Spinnen Amerikas, I. Laterigradae. Nürnberg, vol. 1, p. 1-283 (texte intégral).